# Jim Forest
James Hendrickson Forest (Salt Lake City, 2 november 1941 - Alkmaar, 13 januari 2022) was een Amerikaans schrijver, vredesactivist, oecumenicus en Oosters-orthodox christen die de laatste vierenveertig jaar van zijn leven in Nederland woonde.

## Biografie
Hij werd in Salt Lake City, Utah geboren als zoon van communistische ouders. Zijn ouders waren aanvankelijk niet godsdienstig, maar stonden niet vijandig ten opzichte van religie. Op latere leeftijd sloten zowel zijn beide ouders (het huwelijk was inmiddels geëindigd in een echtscheiding) zich aan bij kerkgenootschappen. Zijn vader bleef tot zijn overlijden in 1990 ook lid van de Communistische Partij van de Verenigde Staten.
Jim Forest werkte als meteoroloog voor de United States Navy Hij voelde zich aangetrokken tot de christelijke godsdienst en bekeerde zich tot het rooms-katholicisme. Hij sloot zich aan bij de Catholic Worker Movement van Dorothy Day, met wie hij nauw samenwerkte. Hij nam op grond van gewetensbezwaren ontslag uit het leger en werkte enige tijd als journalist voor de Staten Island Advance (1964). Hij werd medevoorzitter van de pacifistische Catholic Peace Fellowship en was op 24 september 1968 betrokken bij het in brand steken van lijsten met oproepen voor dienstplichtige soldaten die waren buitgemaakt in een kantoor in Milwaukee, Wisconsin. De groep brandstichters handelde uit protest tegen het uitzenden van dienstplichtige militairen naar de Vietnamoorlog. Vanwege zijn aandeel werd hij veroordeeld tot dertien maanden celstraf.
Vanaf het einde van de jaren zestig was hij betrokken bij de activiteiten van de Fellowship of Reconciliation (FoR), een internationale en interreligieuze vredesorganisaties in de Engelstalige wereld. Aanvankelijk leidde hij de afdeling die actie voerde tegen de Amerikaanse bemoeienis in Vietnam, later was hij coördinator en redacteur van het tijdschrift Fellowship magazine. Tussen 1977 en 1988 was hij secretaris van de FoR. Zo kwam hij terecht in Nederland, waar het hoofdkwartier was gevestigd. Hij was daarnaast betrokken bij de Wereldvredesraad en nam deel aan het Wereldvredescongres in Kopenhagen (1985). Hij bezocht in de jaren tachtig enkele malen de Sovjet-Unie en maakte daar kennis met de Russische orthodoxie. In 1988 ging hij van het rooms-katholicisme over tot de orthodoxie. In 1989 werd hij voorzitter van de Orthodox Peace Fellowship. Zijn contacten met Rusland en de orthodoxe kerk werden na de ineenstorting van de Sovjet-Unie intensiever. 
In 2017 werd hij gewijd tot lector in de Russisch-orthodoxe kerk H. Nicolaas van Myrakerk te Amsterdam. Tijdens zijn verblijf in Nederland schreef hij biografieën over Thomas Merton (2008) en Dorothy Day (2011) en ook over de jezuïet en anti-oorlogsactivist Daniel Berrigan (2017). Hij schreef ook een biografie over de boeddhistische monnik Thich Nhat Hanh (2021) uit Vietnam, met wie hij bevriend was. Theologische werken van zijn hand waren For the Peace from Above (2011), Praying with Icons (1997) en Pilgrim to the Russian Church (1988).
Jim Forest overleed op 13 januari 2022 op 80-jarige leeftijd in zijn woonplaats Alkmaar.

## Persoonlijk
Jim Forest was sinds 1980 getrouwd met Nancy Flier; daarvoor was hij al tweemaal getrouwd geweest.

## Onderscheidingen
- Peacemaker Award, Universiteit van Notre Dame, Indiana, USA
- St. Marcellus Award

## Werken
- Het Verzwegen Congres (1987)[5]
- Pilgrim to the Russian Church (1988)
- Praying with Icons. Maryknoll (1997, Ned. vert. Bidden met Iconen)
- The Ladder of the Beatitudes (1999)
- The Resurrection of the Church in Albania (2002)
- Confession: Doorway to Forgiveness (2002)
- Mother Maria Skobtsova: Essential Writings (2003)[5]
- Road to Emmaus: Pilgrimage as a Way of Life (2007)
- Living with Wisdom: A Life of Thomas Merton (2008, Ned. vert. Leven met Wijsheid)
- For the Peace from Above (2011)
- All Is Grace: A Biography of Dorothy Day (2011, Ned. vert. Alles is Genade)
- Loving Our Enemies: Reflections on the Hardest Commandment (2014)
- At Play in the Lion's Den: A Biography and Memoir of Daniel Berrigan (2017)
- Writing Straight with Crooked Lines (2020)
- Eyes of Compassion. Living with Thich Nhat Hanh (2021)